# Římskokatolická farnost Přepeře
Římskokatolická farnost Přepeře (lat. Przeperzium) je církevní správní jednotka sdružující římské katolíky na území obce Přepeře a v jejím okolí. Organizačně spadá do turnovského vikariátu, který je jedním z 10 vikariátů litoměřické diecéze.

## Historie farnosti

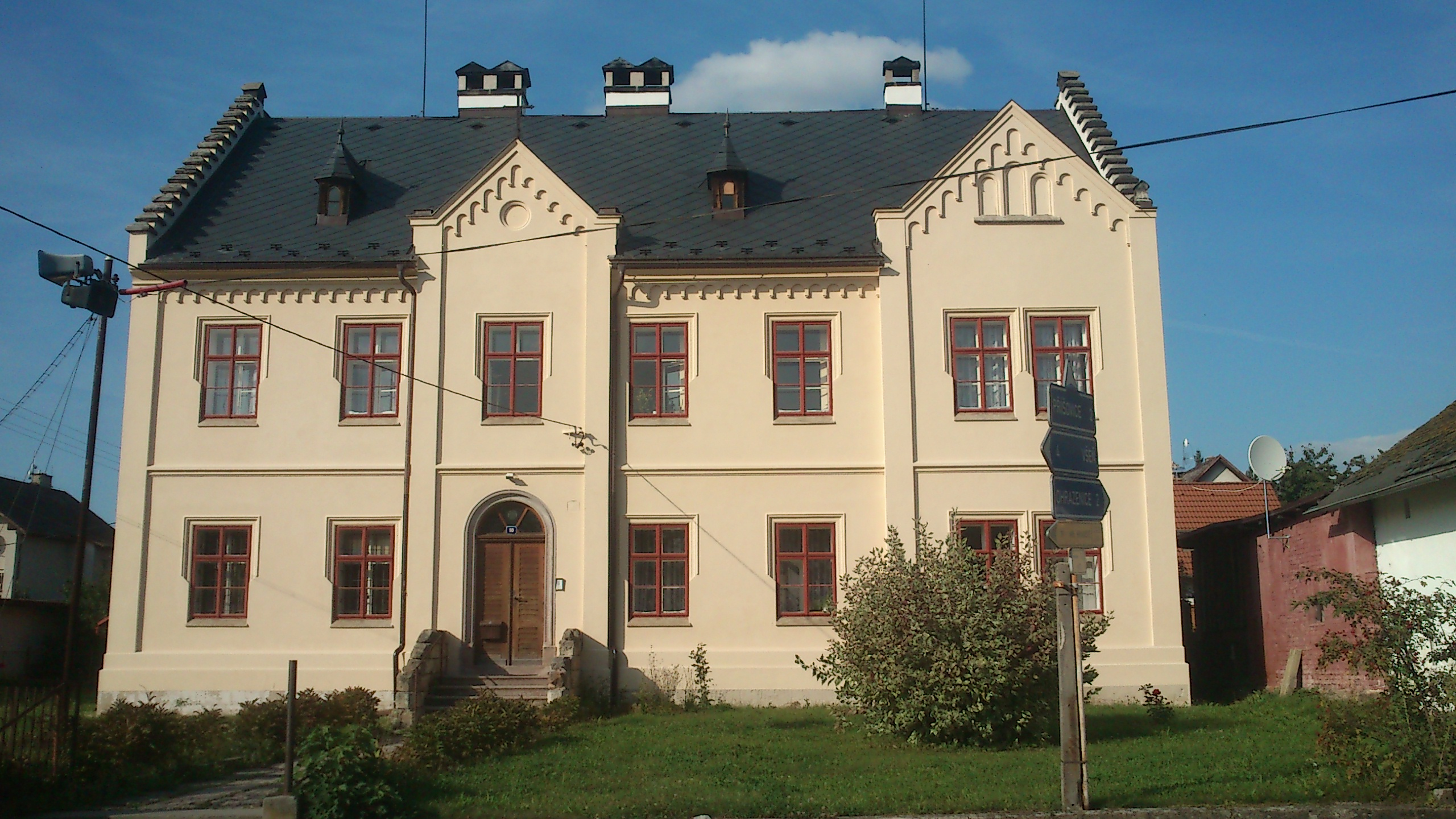
Fara v Přepeřích

Od roku 1344 byla v místě plebánie, která zanikla za husitských válek. Matriky jsou v místě vedeny od roku 1663. Od roku 1789 zde byla lokálie. Farnost byla kanonicky zřízena od roku 1861.

### Duchovní správcové vedoucí farnost
Začátek působnosti jmenovaného v duchovní správě farnosti od:
- 1355 Erhard z Liběšovic
- Vitus
- Ioannes ze Sobotky
- 1360 Gotthardus
- Ioannes ze Sobotky
- 1379 Efram de Przeperz
- 1394 Ioannes z Popovic
- 1417 Valentinus
- 1423 Thoma
- 1789 cap. loc. vacat
- 1790 cap. loc. Honor. Kraus OP
- 1793 cap. loc. Jordan. Brzezky OP
- 1795 cap. loc. Jos. Mell, n. 24. 1. 1760 Neoboleslav, o. 10. 8. 1785
- 1804 cap. loc. Adalb. Patoczka, n. 23. 4. 1751 Glasersdorfens. o. 24. 6. 1782, † 10. 5. 1826
- 1823 cap. loc. Franc. Jaeger, n. 19. 7. 1785 Neoboleslav., o. 30. 4. 1810, † 17. 12. 1844
- 1828 cap. loc. vacat
- 1828 cap. loc. August Fibiger, n. 22. 9. 1793 Bakov, o. 24. 8. 1819, † 16. 5. 1865
- 1852 cap. loc. Wenc. Kawalír, n. 15. 7. 1807 Bausov, o. 2. 9. 1829
- 1854 chybí katalog
- 1855 cap. loc. Joann. Lohr, n. 4. 4. 1810 Wranaens. o. 3. 8. 1838
- 1882 Joann. Tyrichtr, n. 8. 5. 1841 Lhota Rytířova, o. 29. 6. 1866, † 8. 11. 1927
- 1921 Jaroslav Dlouhý, n. 18. 1. 1869 Bezděčín, o. 2. 7. 1893, † 26. 7. 1929
- 1929 Josef Barta, n. 16. 1. 1869 Martinovice, o. 24. 5. 1891, † 12. 7. 1931
- 1931 par. vacat, admin. excurr. Jan Vítek
- 1. 7. 1932 Franc. Janeček, n. 18. 12. 1869 Turnov, o. 17. 6. 1894, † 16. 11. 1948
- 16. 11. 1948 Antonín Blaha
- 1. 8. 1949 Josef Jech
- 1. 9. 1950 Augustin Šumbera
- 1953 Franc. Zimmerhackel
- 22. 2. 1958 Bohumil Řezníček
- 1.5. 1958 Bohuslav Skácel
- 1.9. 1959 Vinc. Šurina
- 1.6. 1967 Josef Zlámal
- 1.12. 1968 Jan Heryán
- 1.8. 1973 Rudolf Prey
- 1.2. 1974 Jan Křepinský
- 15.11. 1977 Jan Fexa
- 15.7. 1981 Pavel Jančík
- 7.11. 1984 František Kocman
- 1. 11. 1990 Jindřich Tomíček
- 15. 10. 1995 Vít Jůza
- 1. 9. 1996 Václav Vlasák
- 1. 7. 2002 Radek Jurnečka
- od 1.8.2011 Michael František Schnitter, O.Praem. (administrátor)[3]

## Území farnosti
Do farnosti náleží území obce:
- Čtveřín (Stwerschin[4])[p 1]
- Doubí (Doubi[4])[p 1]
- Lažany (Laschan[4])[p 1]
- Ohrazenice (Wochrasenitz varianta Wohrazenitz[4])[p 1]
- Přepeře (Pschepersch varianta Přepeř[4])[p 1]
- Příšovice (Prischowitz[4])[p 1]

## Římskokatolické sakrální stavby a místa kultu na území farnosti
| | Fotografie | Stavba                     | Místo      | Bohoslužby                      | Zeměpisné souřadnice            | Status          | Číslo kulturní památky                       |
| Kostel | Kostel     | Kostel                     | Kostel     | Kostel                          | Kostel                          | Kostel          | Kostel                                       |
| --- | ---------- | -------------------------- | ---------- | ------------------------------- | ------------------------------- | --------------- | -------------------------------------------- |
| 1. |            | Kostel sv. Jakuba Staršího | Přepeře    | bližší informace o bohoslužbách | 50°34′56″ s. š., 15°6′47″ v. d. | farní kostel    | 37579/6-2743 (Pk•MIS•Sez•Obr•WD) (Q24282885) |
| Kaple |            |                            |            |                                 |                                 |                 |                                              |
| 2. |            | Kaple sv. Gaudentia        | Přepeře    | bližší informace o bohoslužbách |                                 | kaple           | —                                            |
| 3. |            | Kaple                      | Přepeře    |                                 | 50°35′8″ s. š., 15°6′57″ v. d.  | hřbitovní kaple | —                                            |
| 4. |            | Kaple sv. Václava          | Příšovice  | bližší informace o bohoslužbách | 50°34′43″ s. š., 15°5′5″ v. d.  | kaple           | —                                            |
| 5. |            | Kaple sv. Václava          | Čtveřín    |                                 |                                 | kaple           | —                                            |
| 6. |            | Kaple Anděla Strážce       | Doubí      | bližší informace o bohoslužbách | 50°36′10″ s. š., 15°6′4″ v. d.  | kaple           | —                                            |
| 7. |            | Kaple sv. Václava          | Ohrazenice | bližší informace o bohoslužbách | 50°35′53″ s. š., 15°7′35″ v. d. | kaple           | —                                            |
| Některé drobné sakrální stavby a pamětihodnosti lze dohledat zde v databázi Drobné sakrální památky Zaniklé sakrální stavby lze dohledat zde v databázi Poškozené a zničené kostely, kaple a synagogy v České republice |            |                            |            |                                 |                                 |                 |                                              |

Ve farnosti se mohou nacházet i další drobné sakrální stavby, místa římskokatolického kultu a pamětihodnosti, které neobsahuje tato tabulka.

## Farní obvod
Z důvodu efektivity duchovní správy byl vytvořen farní obvod (kolatura) sestávající z přidružené farnosti spravované excurrendo z Přepeře u Turnova. Patří do tohoto farní obvodu římskokatolická farnost Loukovec.

## Galerie

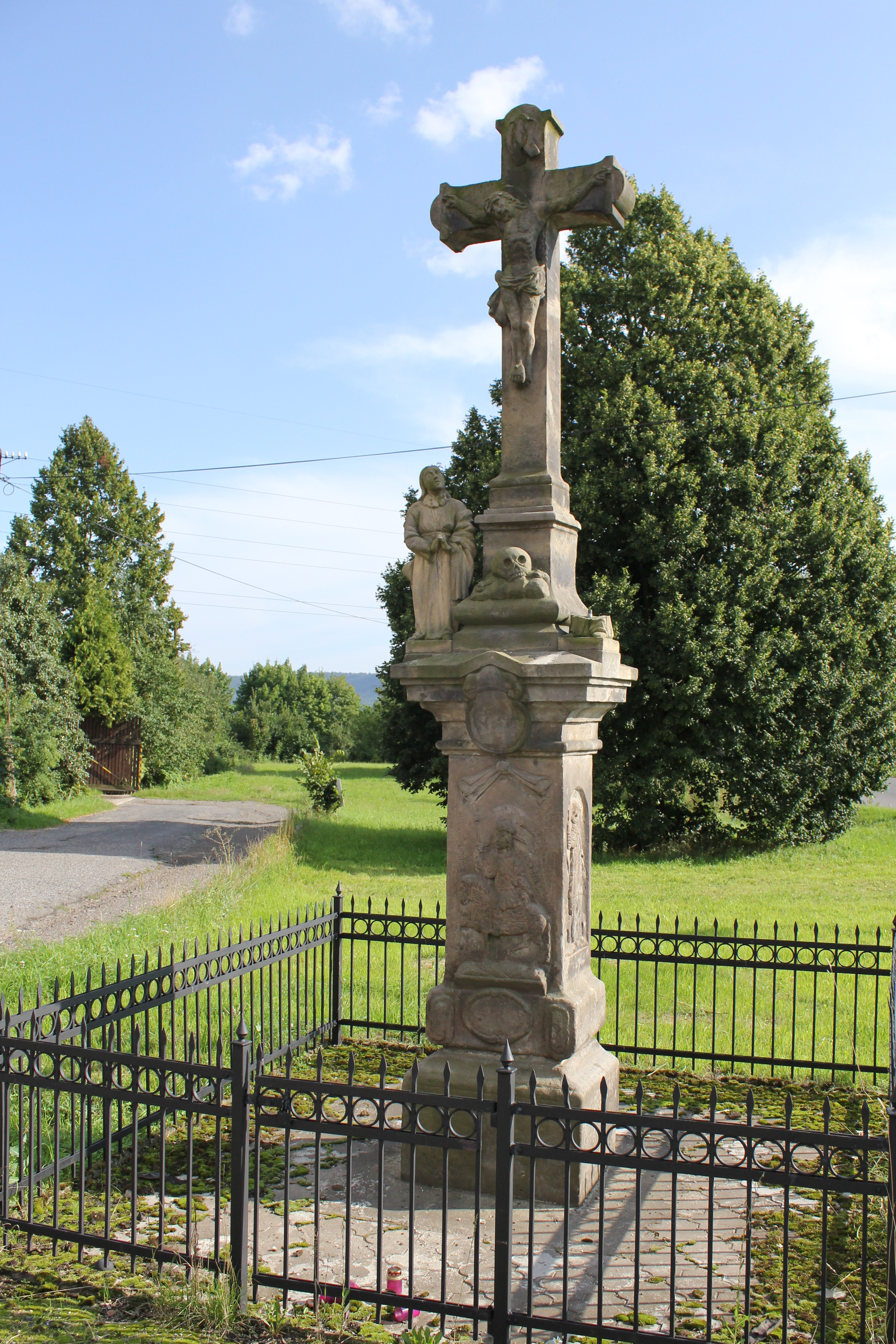
Sousoší Kalvárie v Čtveříně
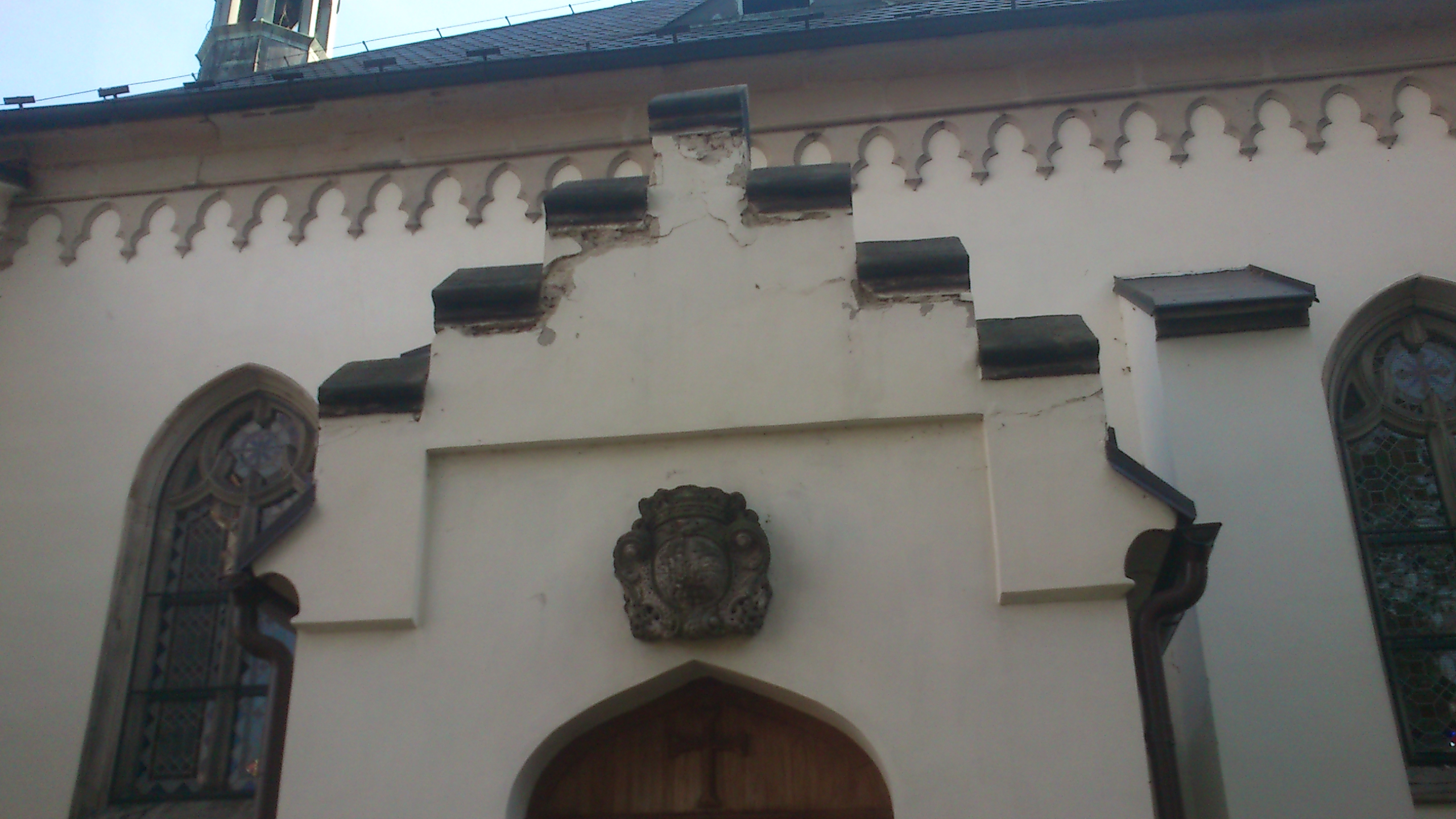
Detail kostela sv. Jakuba Staršího v Přepeřích
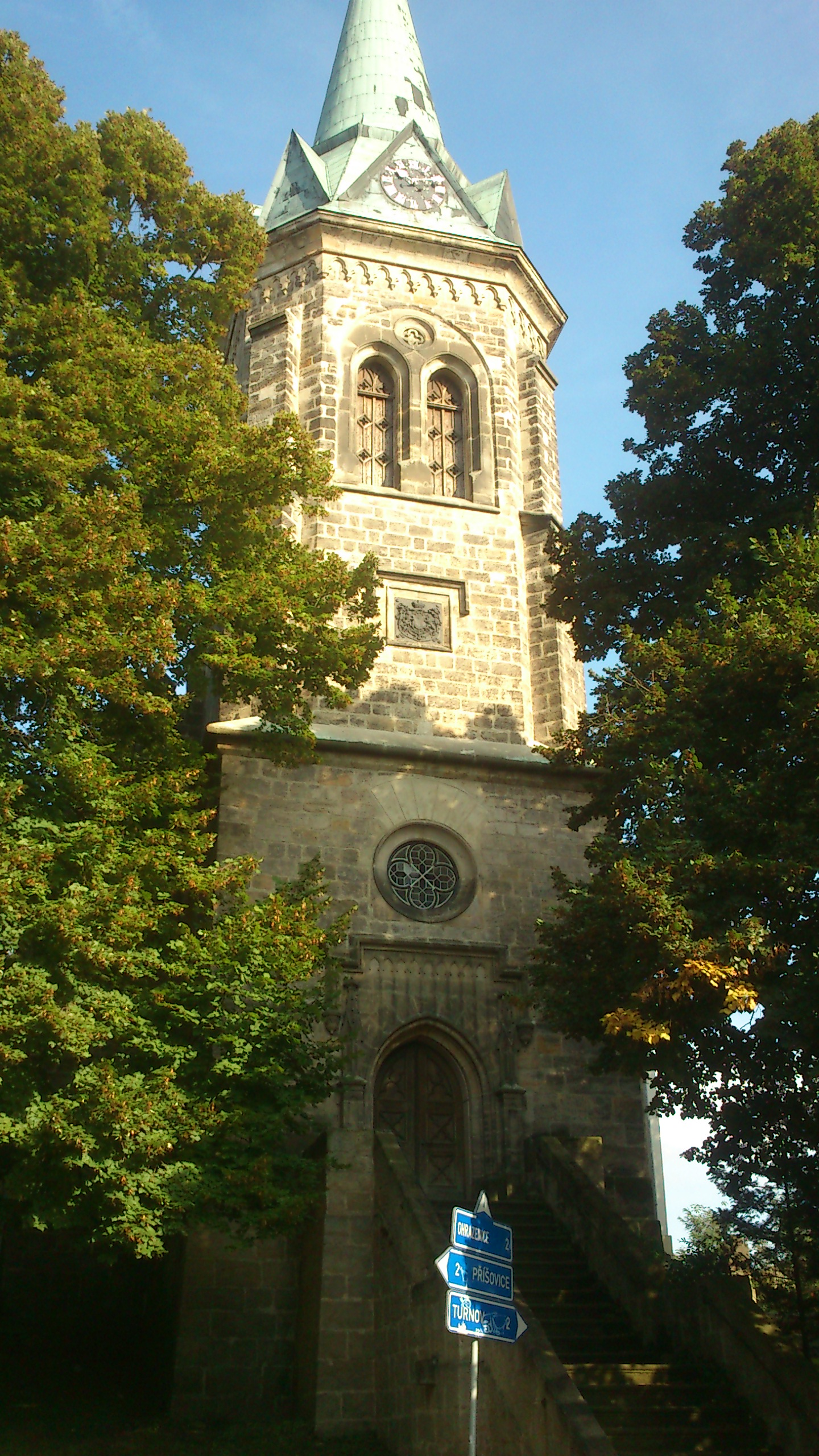
Věž kostela sv. Jakuba Staršího v Přepeřích
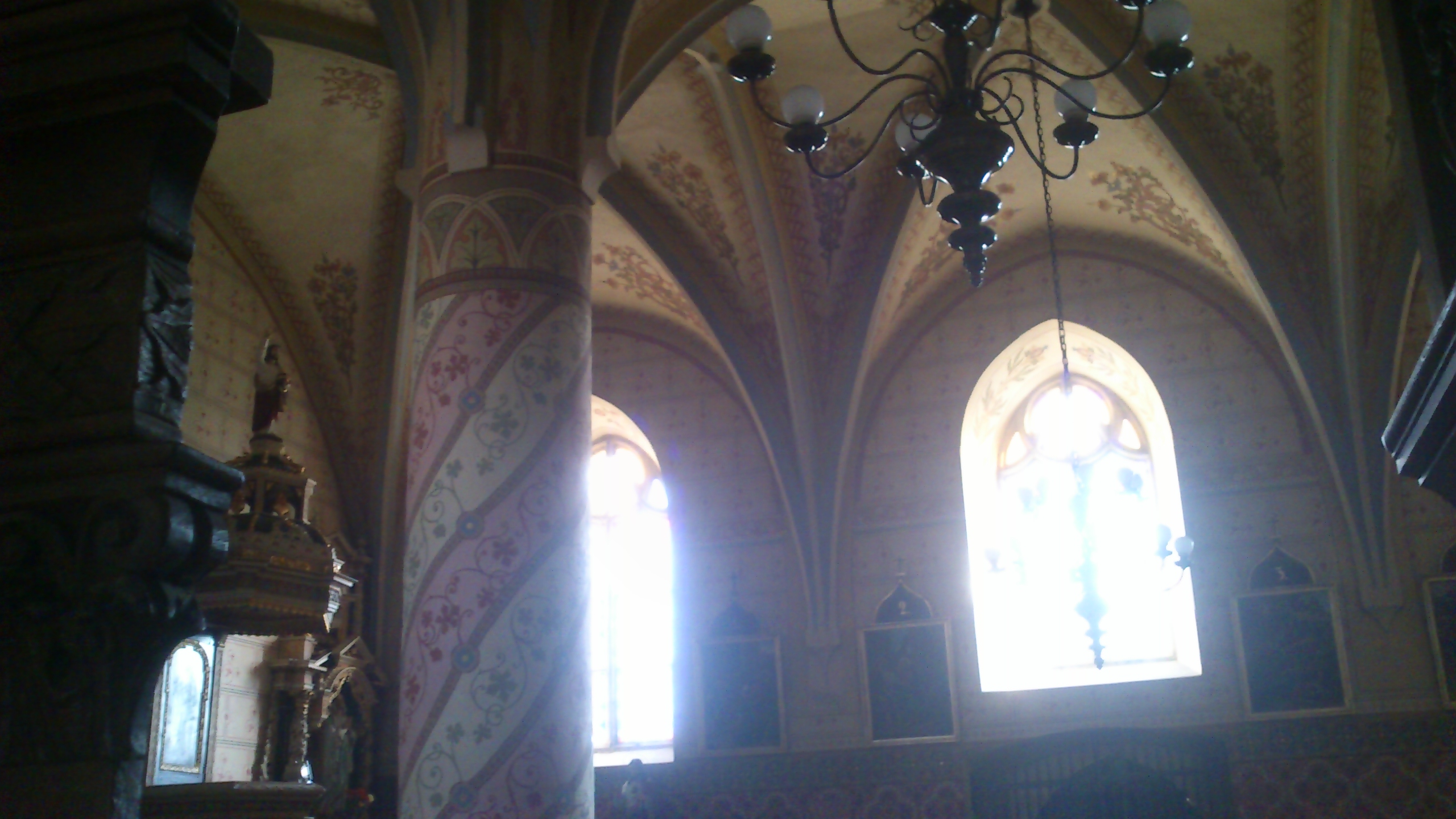
Interiér kostela sv. Jakuba Staršího v Přepeřích
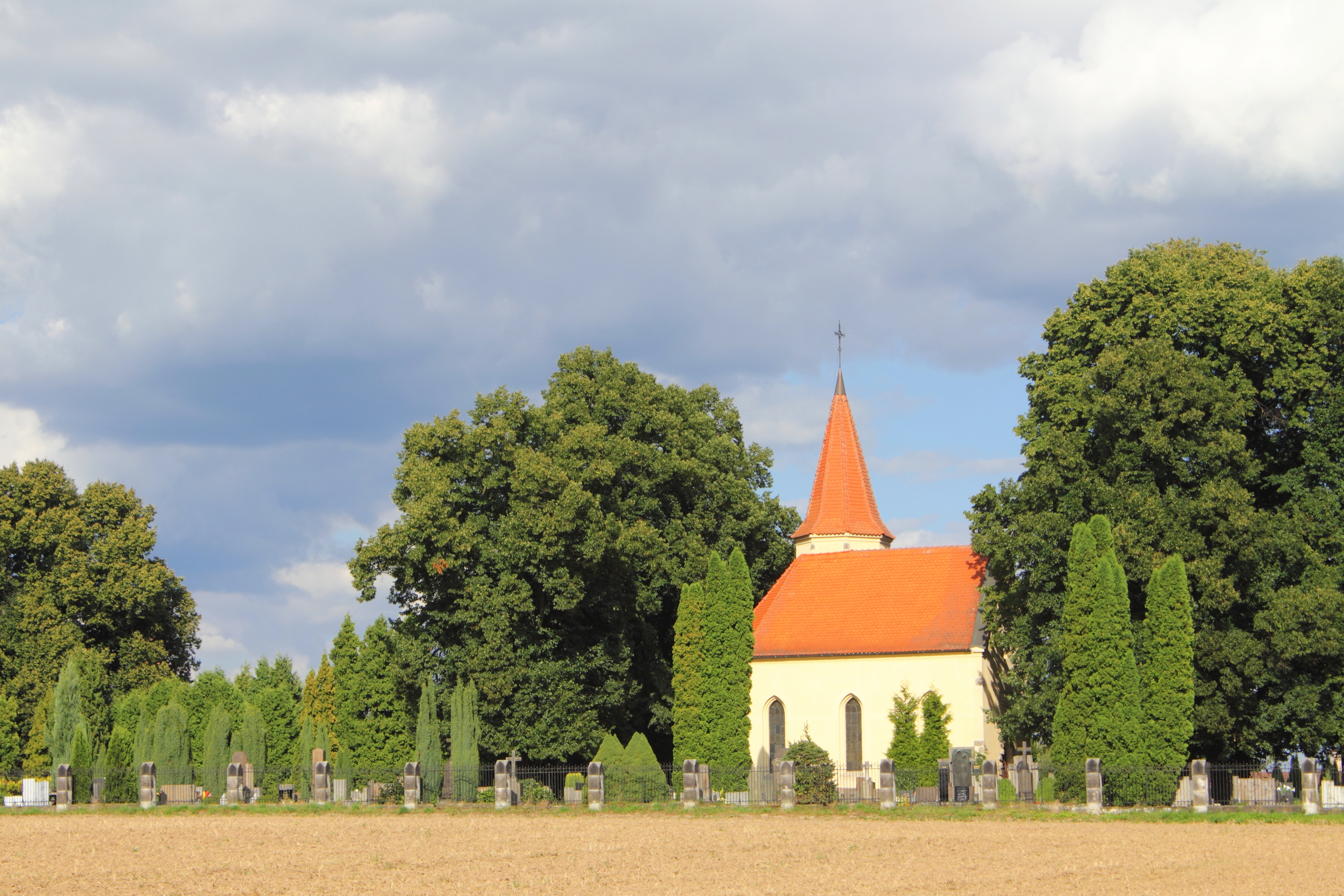
Hřbitovní kaple a hřbitov v Přepeřích
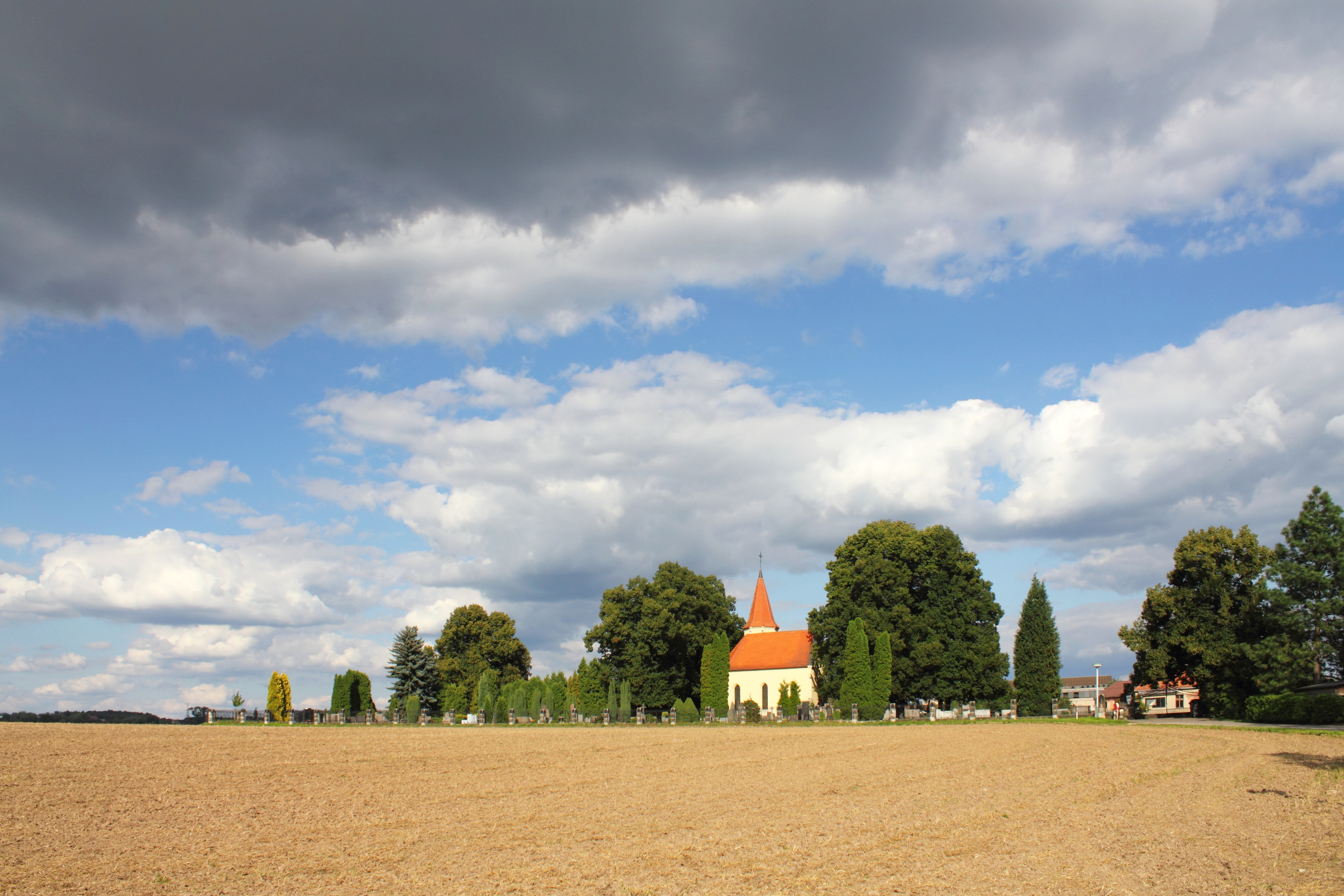
Celkový pohled na hřbitovní kapli a hřbitov v Přepeřích
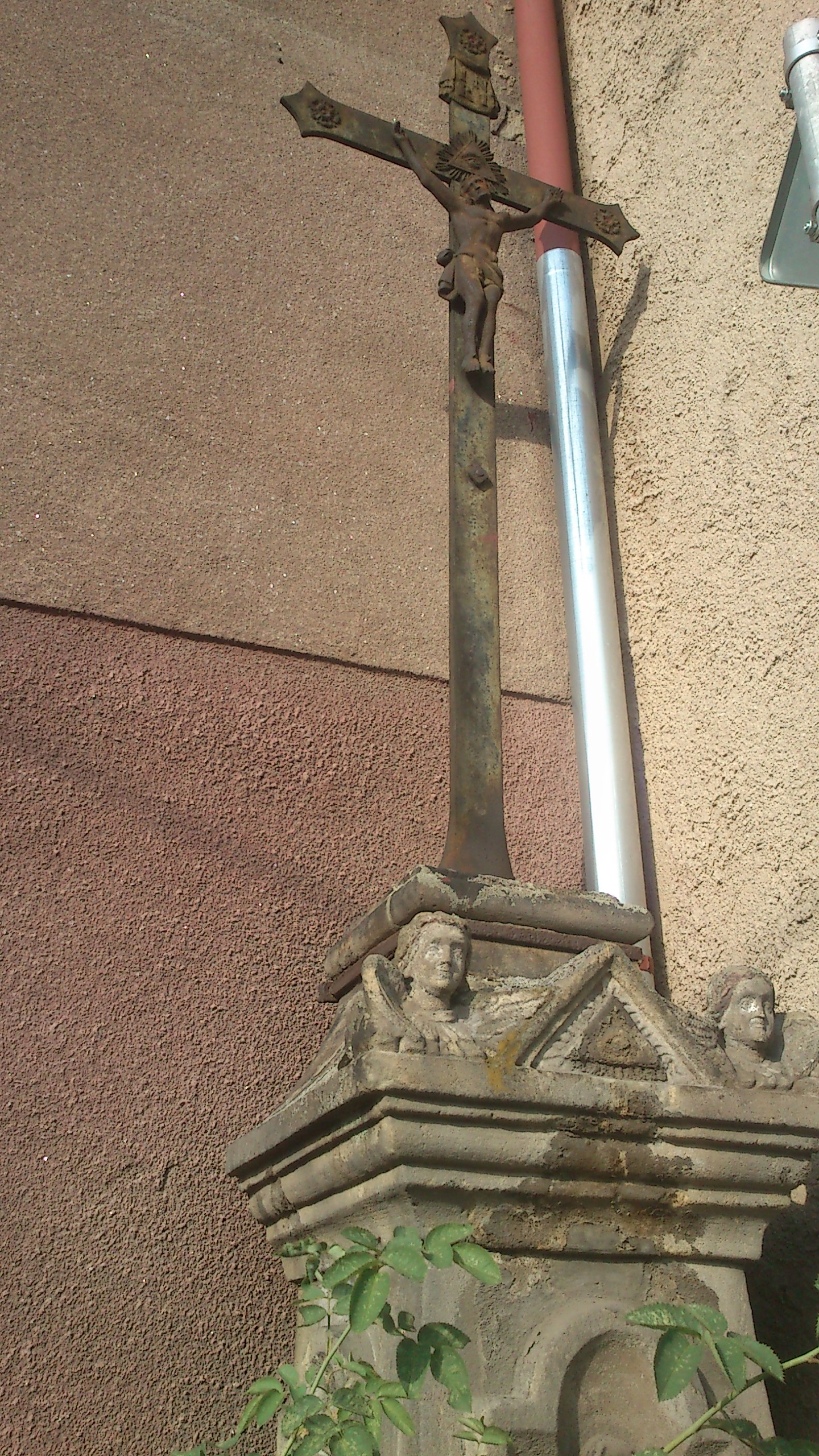
Krucifix (Přepeře)
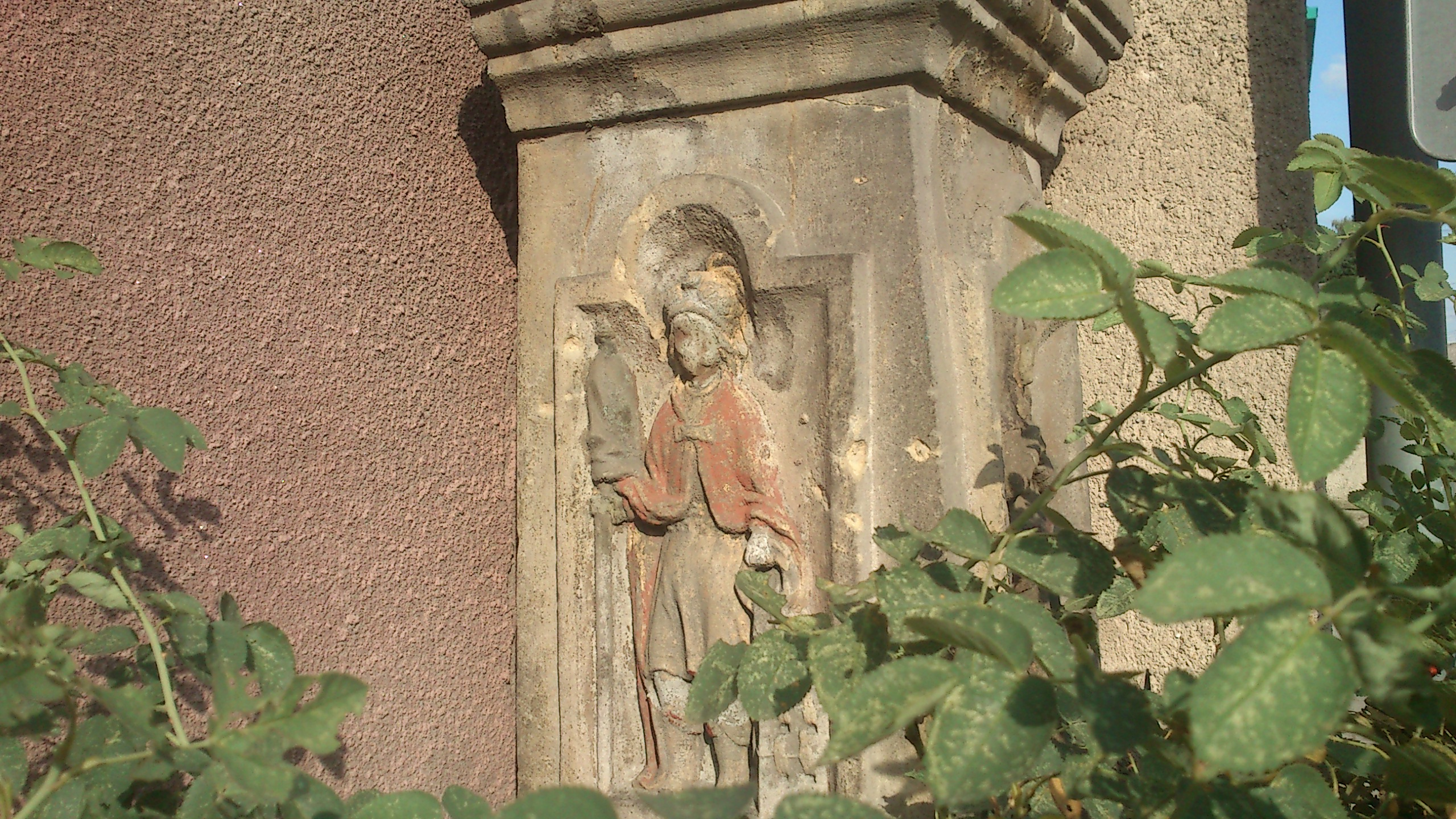
Detail sloupku krucifixu v Přepeřích
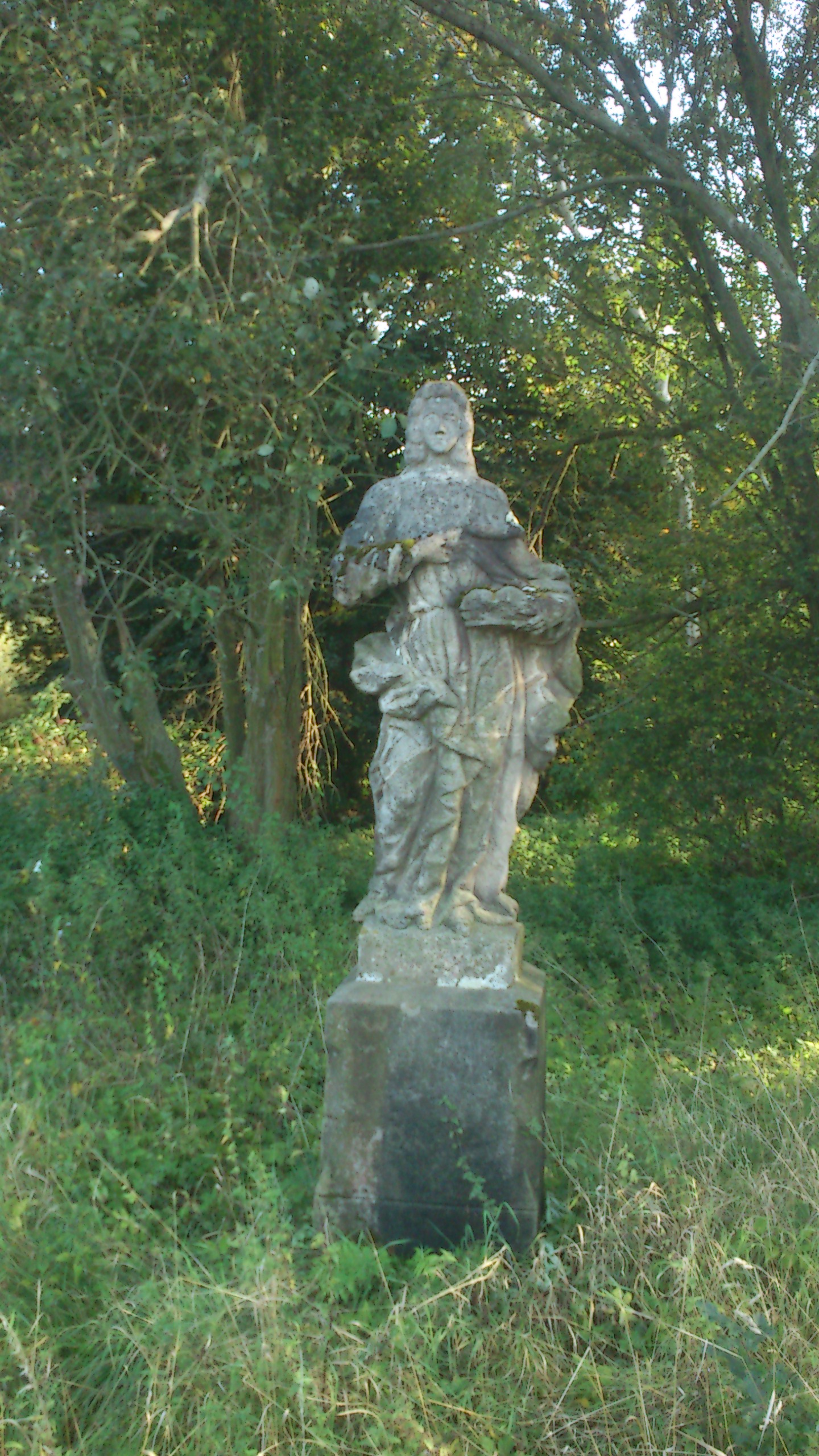
Socha sv. Agáty v Přepeřích
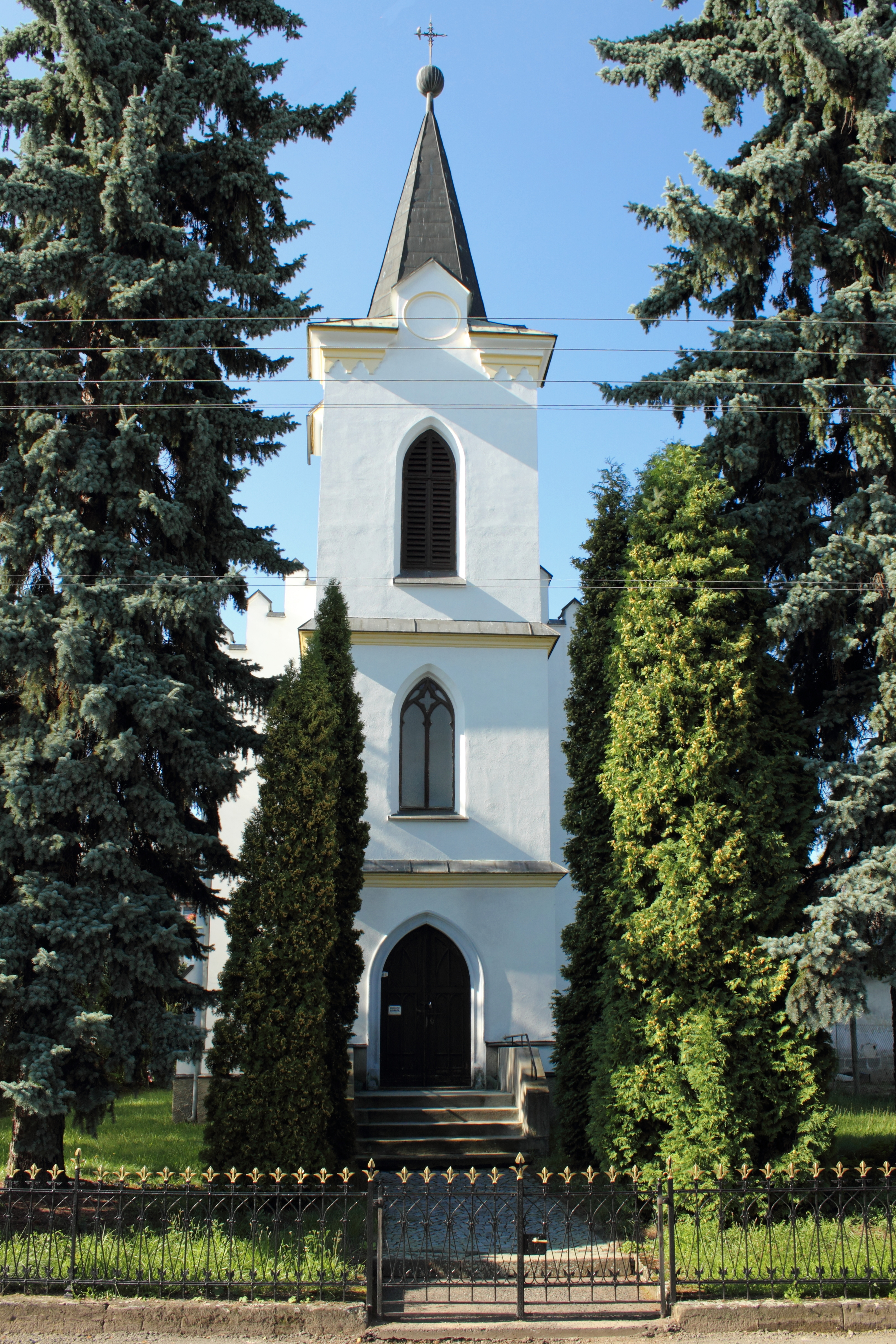
Věž kaple sv. Václava v Příšovicích
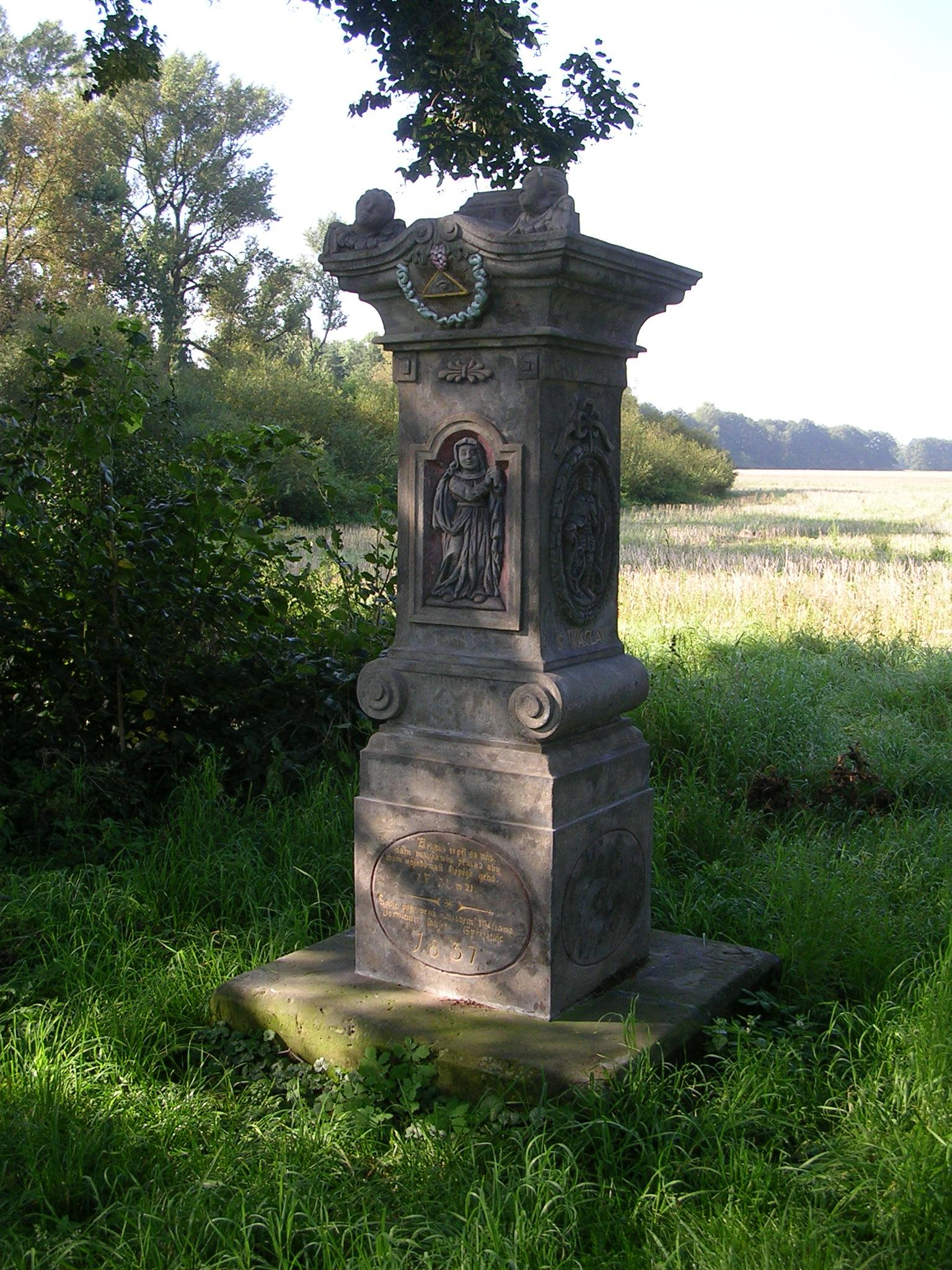
Podstavec tzv. Formánkova křížku z roku 1837 poblíž panelárny v Příšovicích